# 柳文朝
柳 文朝（やなぎ ぶんちょう、生没年不詳）とは、江戸時代の浮世絵師。

## 来歴
師系・俗名不明。南柳斎、南龍斎と号す。渓斎英泉編の『無名翁随筆』によれば江戸通油町南新道に住み、狩野派より絵を学び浮世絵を描き、義太夫節を好んで「朝太夫」の門弟となり、「二代目大谷十丁」（二代目大谷廣次）の似顔絵が得意だったという。また『増補浮世絵類考』には「月岑云、或説に、明和の末、紺屋上絵書文朝、始て天王祭礼の時、似顔の行灯を画く。是役者似顔の始にして、勝川春章に始まらずといへり」とある。「上絵書」とは染物で染めずに白いままのところに紋や模様を描く職人、「天王祭礼」は神田明神にあった牛頭天王三社の祭礼のことで、文朝の本業は紺屋（染物屋）であり、それが明和の末年に、祭行灯に役者の似顔絵を描いたということである。ほかには『鳴髪鐘入桜』など常磐津節正本の表紙絵を手がけた。作は肉筆画が知られる。

## 作品
- 「吉原鳥瞰図」　絹本墨画淡彩　日本浮世絵博物館所蔵　※「柳文朝画」の落款、「南柳斎」の朱文方印あり。天明から寛政の頃にかけての作で、司馬江漢ら洋風画家の影響を受けたものといわれている。
- 「二代目市川海老蔵の新田四天王」　絹本著色　ボストン美術館所蔵　※「柳文朝圖」の落款、露哉庵在転の画賛あり。二代目市川海老蔵は二代目市川團十郎のこと。